# Oskar Rieding
Oskar Rieding (Banie, 29 juni 1840 - Celje, 7 juli 1918) was een Duitse violist, muziekleraar en componist. Oskar Rieding ging eerst naar de pas opgerichte Academie voor Muziekkunsten in Berlijn en later naar het Conservatorium van Leipzig.
- Bibsys: 5037315
- Biblioteca Nacional de España: XX4947981
- Bibliothèque nationale de France: cb14852716x (data)
- CiNii: DA12560727
- Gemeinsame Normdatei: 103827668
- International Standard Name Identifier: 0000 0001 0877 1318
- Library of Congress Control Number: n94033736
- Nationale Bibliotheek van Letland: 000036933
- MusicBrainz: 8f46ccdf-2973-4792-8dfa-dd35d6131d53
- Nationale Bibliotheek van Tsjechië: xx0023703
- Nationale Bibliotheek van Israël: 987007339069005171
- Nationale Bibliotheek van Polen: a0000001084906
- Nationale en Universitaire bibliotheek Zagreb: 000530770
- Nederlandse Thesaurus van Auteursnamen: 074901133
- Réseau des bibliothèques de Suisse occidentale: 02-A005560044
- Système universitaire de documentation: 17739143X
- Virtual International Authority File: 19949184
- WorldCat: E39PBJktpyQyd4j366JF48jgrq